# Baltica

Baltica dans le super-continent mineur Laurussia au Dévonien.

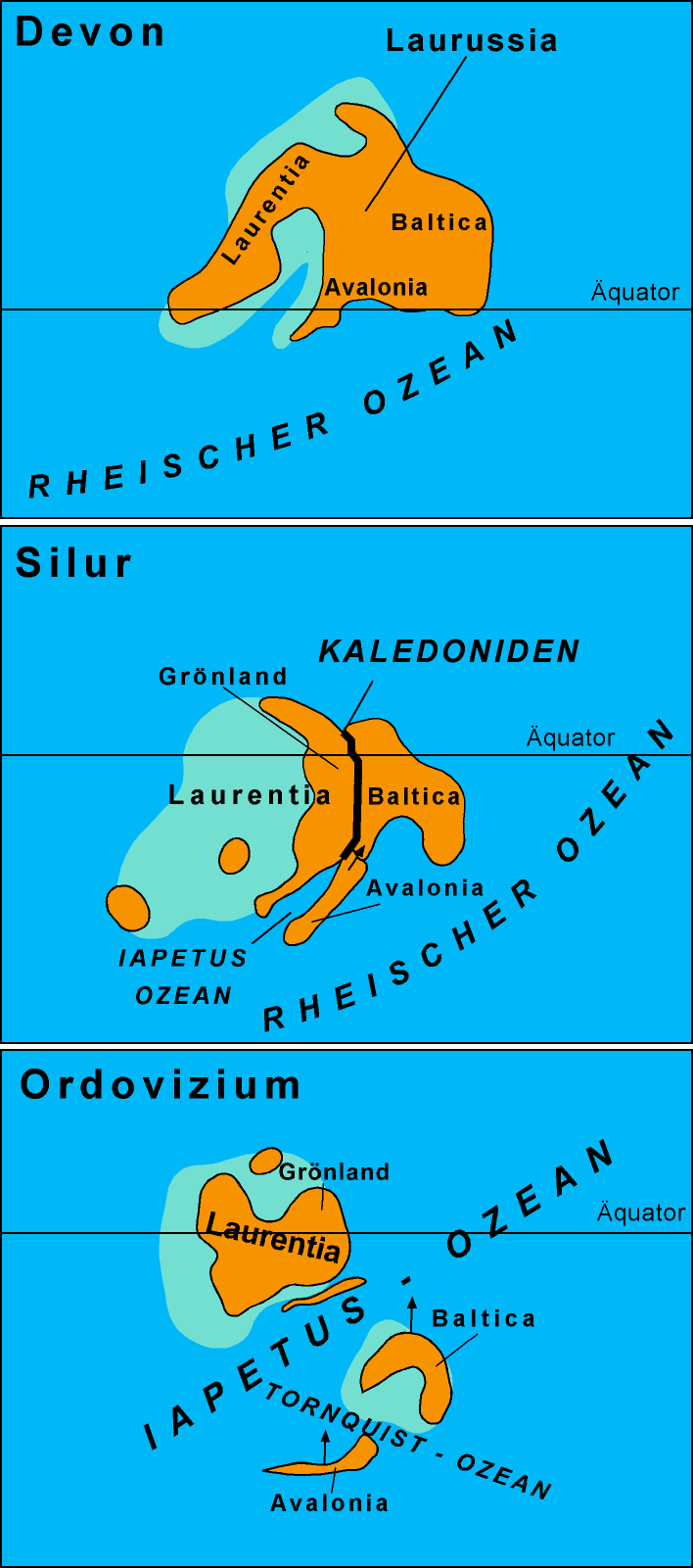
Positions d'Avalonia, Baltica et Laurentia, de l'Ordovicien jusqu'au Dévonien.

Baltica est le nom d'un paléocontinent, ancien bouclier, aussi appelé Fenno-sarmatia. Il comprend l'actuelle Scandinavie, les Pays baltes et la côte méridionale de la mer Baltique (nord-est de la Pologne...), le nord-ouest de la Russie (avec Moscou), la Biélorussie et le nord de l'Ukraine.
D'origine archéenne (notamment des roches trouvées en Finlande), Baltica est définie en tant que continent lorsqu'elle se sépare du supercontinent Pannotia à la fin du Protérozoïque. À la fin de l'Ordovicien, le terrane d'Avalonia entre en collision avec Baltica. Baltica et Avalonia entrent en collision avec Laurentia au Silurien pour former le continent Laurussia, lors de l'orogenèse calédonienne.